# Emil Reich (Künstler)
Emil Reich (* 27. Dezember 1922 in Bern; † 20. März 1982 ebenda) war ein Schweizer Kunstglaser und Glasmaler. Sein umfangreiches Werk ist in zahlreichen Kirchen und öffentlichen Gebäuden des Kantons Bern erhalten.

## Leben
Emil Reich stammte aus einer Glaskünstlerfamilie. Nach seiner Berufslehre und dem Besuch der Kunstgewerbeschule Bern erlernte er in der Malschule von Max von Mühlenen die Prinzipien der Komposition sowie der figurativen und abstrakten Gestaltung. In der École d’Art Sacré in Paris fand er Zugang zur Glasmalerei der früheren grossen Epochen. Besonders durch die Restaurierungsarbeit an den kriegsgeschädigten Fenstern der Kathedrale von Bayeux erhielt er Einblick in die Entwicklung der Technik der alten Meister. Sein Bruder Carl Reich gründete 1934 ein Atelier für Glasmalerei und Kunstglaserei. Die erweiterte Firma erwarb 1943 eine Liegenschaft an der Gerechtigkeitsgasse zum Rathausplatz mit Atelier und Ladenlokal. Emil Reich trat 1949 als dritter Partner als Kunstglaser und Glasmaler in diese Firma ein. Bis 1965 war er nur noch als Mitarbeiter im Atelier tätig und hatte danach bis zu seinem Todestag im selben Haus am Rathausplatz 3 in Bern sein eigenes Atelier.

## Würdigung
Emil Reichs Erfolg gründete auf seiner Fähigkeit, seine Arbeiten thematisch mit Farbgebung und Bildgestaltung den jeweiligen Räumen und Bedürfnissen anzupassen. Wie den unbekannten Glaskünstlern des Mittelalters gelang es ihm, Buntglasfenster in die vorgegebene Architektur zu integrieren. Die Eucharistiesymbolik der 1973 entstandenen beiden Chorfenster in der Kirche St. Franziskus Zollikofen mit stilisierten Weintrauben und einem durch ein Ährenfeld schreitenden auferstandenen Christus gibt der Kirche den besonderen Ausdruck. Die grossen drei Glaswandflächen in der Kirche St. Michael in Wabern bei Bern sollen die Besucher aus den dunkelblauen irdischen Tiefen im Nord- und Westteil zum himmlisch gelben Licht im Chorraum führen. Das Treppenhausbild im Gemeindehaus Wohlen soll die Landschaft mit dem Seebogen, Sonne und Mond sowie das W aus dem Ortswappen darstellen. Gelegentlich konnte Reich Entwürfe anderer Künstler in Glasfenstern umsetzen, so 1975 den Entwurf des damals zweiundachtzigjährigen Fred Stauffer für die sechs Rundfenster der Dorfkirche von Landiswil. Mit der Farb- und Glasauswahl verband er die Idee des Entwurfs mit der eigenen Aussage.

## Werke (Auswahl)
- 1948–1953 Obergadenfenster der Marienkirche, Bern (Mitarbeit)
- 1959 Reicher Fischfang, Taufkapelle der Kirche St. Franziskus, Zollikofen
- 1965 Abdankungshalle Spiez
- 1965 Altersheim Utzigen
- 1967 Gemeindehaus Wohlen BE
- 1969 Kapelle der Diakonissinnen, Oranienburg, Bern
- 1973 Seitenschifffenster der Dreifaltigkeitskirche, Bern
- 1973 Chor und Eingangsfenster, Kirche St. Franziskus, Zollikofen
- 1974 Kirchgemeindehaus Heiligkreuz, Bern / Tapisserie
- 1975 Katholische Kirche, Roggwil BE
- 1978 Drei Fenster in der Kirche St. Michael in Wabern bei Bern
- 1980 Fensterrose der Dreifaltigkeitskirche, Bern
- 1981 Végétal, Musée du Vitrail, Romont FR
- 1982 Kirchgemeindehaus Kirche Bruder Klaus, Bern / Tapisserie